# Walt Martin
Walter Burton Martin Jr. (* 8. April 1945 in Hollywood, Kalifornien; † 24. Juli 2014 in Burbank, Kalifornien) war ein US-amerikanischer Tontechniker bei Film und Fernsehen.

## Leben
Walt Martin diente in der United States Navy. Er war als Tontechniker seit Anfang der 1980er Jahre aktiv und arbeitete an über 90 Filmen, unter anderem mit John Huston an dessen letztem Film Die Toten (1987). Er arbeitete auch fürs Fernsehen, unter anderem an den Fernsehserien The Closer und Sons of Anarchy.
1999 begann er mit dem Film Ein wahres Verbrechen eine Zusammenarbeit mit Clint Eastwood. Insgesamt 14 Filme drehten sie gemeinsam. Für Eastwoods Flags of Our Fathers erhielt er seine erste Oscar-Nominierung. Eine zweite erhielt er posthum für den Ton bei American Sniper (2014). Martin verstarb am 24. Juli 2014 im Alter von 69 Jahren an Vaskulitis im Providence Saint Joseph Medical Center von Burbank.

## Filmografie (Auswahl)
- 1986: Die Toten (The Dead)
- 1990: Tremors – Im Land der Raketenwürmer (Tremors)
- 1990: Maniac Cop 2
- 1993: Tombstone
- 1999: Ein wahres Verbrechen (True Crime)
- 2000: Space Cowboys
- 2002: Blood Work
- 2002: Groupies Forever (The Banger Sisters)
- 2003: Extreme Rage (A Man Apart)
- 2003: Mystic River
- 2004: Million Dollar Baby
- 2006: Die Hollywood-Verschwörung (Hollywoodland)
- 2006: Flags of Our Fathers
- 2006: Letters from Iwo Jima
- 2007: Aufbruch in ein neues Leben (Rails & Ties)
- 2008–2011: Sons of Anarchy
- 2008: Der fremde Sohn (Changeling)
- 2008: Gran Torino
- 2009: Invictus – Unbezwungen (Invictus)
- 2010: Hereafter – Das Leben danach (Hereafter)
- 2011: The Closer (Fernsehserie)
- 2012: Back in the Game (Trouble with the Curve)
- 2014: Jersey Boys
- 2014: American Sniper